# Cattedrale di Antipolo
La cattedrale di Immacolata Concezione (in filippino: Katedral ng Kalinis-linisang Paglilihi), conosciuta anche come Santuario Internazionale di Nostra Signora della Pace e del Buon Viaggio e Cattedrale di Antipolo, è una cattedrale cattolica situata a Antipolo, in Rizal, Filippine. La cattedrale è sede della Diocesi di Antipolo.